# Jeannot Moes
Jeannot Moes   (Wasserbillig, 11 de maig de 1948) fou un futbolista luxemburguès de la dècada de 1970.
Fou 42 cops internacional amb la selecció luxemburguesa. Pel que fa a clubs, defensà els colors de FC Avenir Beggen.